# Уоллич, Джордж Чарлз
Джордж Чарлз Уоллич (англ. George Charles Wallich; 16 ноября 1815, Калькутта, Британская Индия — 31 марта 1899, Лондон) — британский хирург, учёный-биолог, зоолог, профессиональный фотограф. Доктор медицины.

## Биография
Старший сын хирурга и ботаника Натаниэла Уоллича. Родился в Калькутте, где его отец был куратором Индийского Королевского ботанического сада. Изучал искусство в Королевском колледже в Абердине. В 1836 году получил степень доктора медицины в Эдинбургском университете.
В 1838 году вступил в Британскую армию в Индии. В качестве главного хирурга индийской медицинской службы участвовал кампаниях в Сатледже (1842) и Пенджабе (1847), а также во время восстания санталов в 1855—1856 годах. Получил ранение и был переведен в Англию по инвалидности в 1857 году, где провёл два года. В 1858 году вышел в отставку.
В 1860 году отправился в качестве натуралиста на HMS «Bulldog» под командованием Фрэнсиса Леопольда МакКлинтока в путешествии через Северную Атлантику. Целью экспедиции была прокладка предлагаемого трансатлантического кабеля между Великобританией и Америкой.
Во время экспедиции обследовал морское дно. В ходе зондирования в октябре на глубине 1260 саженей (59 ° 27 ' северной широты и 26 ° 41' западной долготы) обнаружил тринадцать живых морских звёзд (Ophiocomae), хотя в то время обычно игнорировалось, свидетельство того, что «условия, преобладающие на больших глубинах… являются несовместимыми с поддержанием жизни животных».
В 1898 году «в знак признания ценной работы, проделанной им в связи с исследованием фауны морских глубин» (St James’s Gazette , 16 апреля 1898 года) был награждён медалью Линнея.
Джордж Чарлз Валлих — автор наименований ряда ботанических таксонов. В ботанической (бинарной) номенклатуре эти названия указываются сокращением «G.C.Wall.».

## Избранные публикации
- Заметки о наличии животных на огромных глубинах моря (Лондон, 1860 г.);
- Результаты зондирования в Северной Атлантике , 1860;
- О существовании животного мира на больших глубинах моря, 1861;
- Североатлантическое морское дно (Лондон, 1862);
- О значении отличительных знаков амебы, Анналы и журнал естествознания , 3-я сер., 12 (1863);
- О жизненно важных функциях глубоководных простейших, Monthly Microscopical Journal (1869);
- О радиоляриях как отряде простейших, Popular Science Review , 17 (1878);
- Порог эволюции, там же , 19 (1880).

## Награды
- Медаль Линнея